# Епархия Типасы Мавретанской

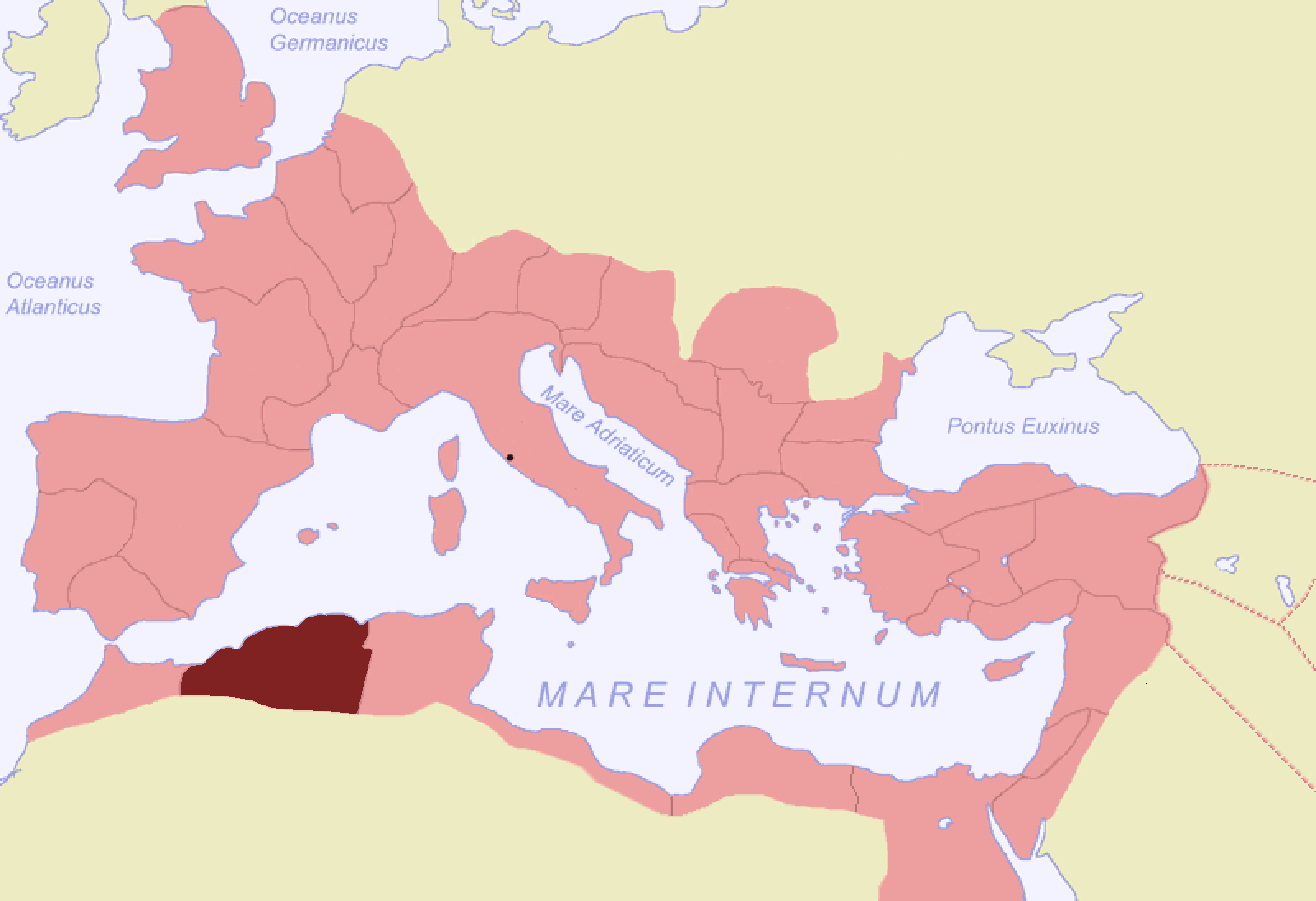
Карта провинции Мавретании Цезарейской, Римская империя

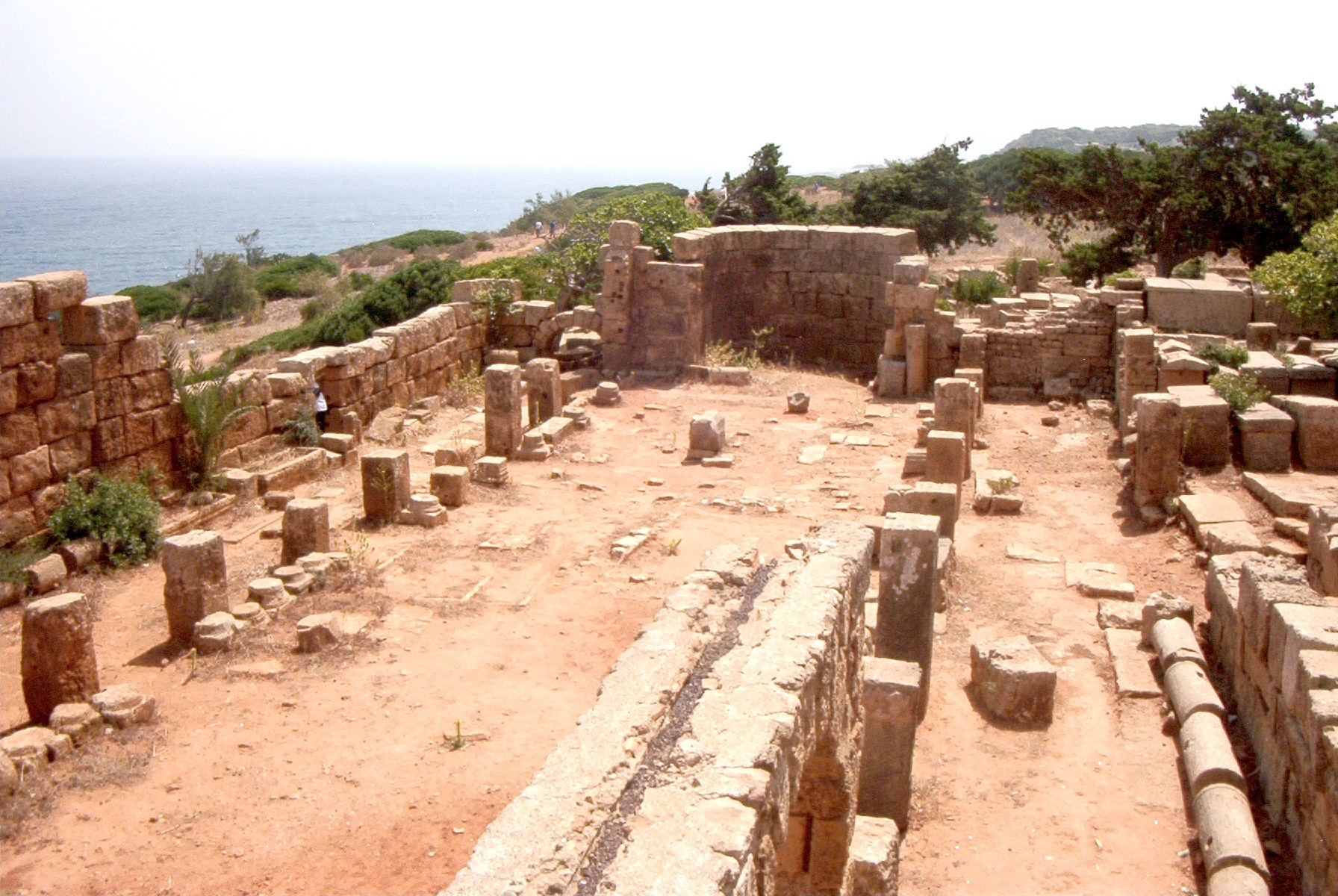
Руины базилики святой мученицы девы Сальсы

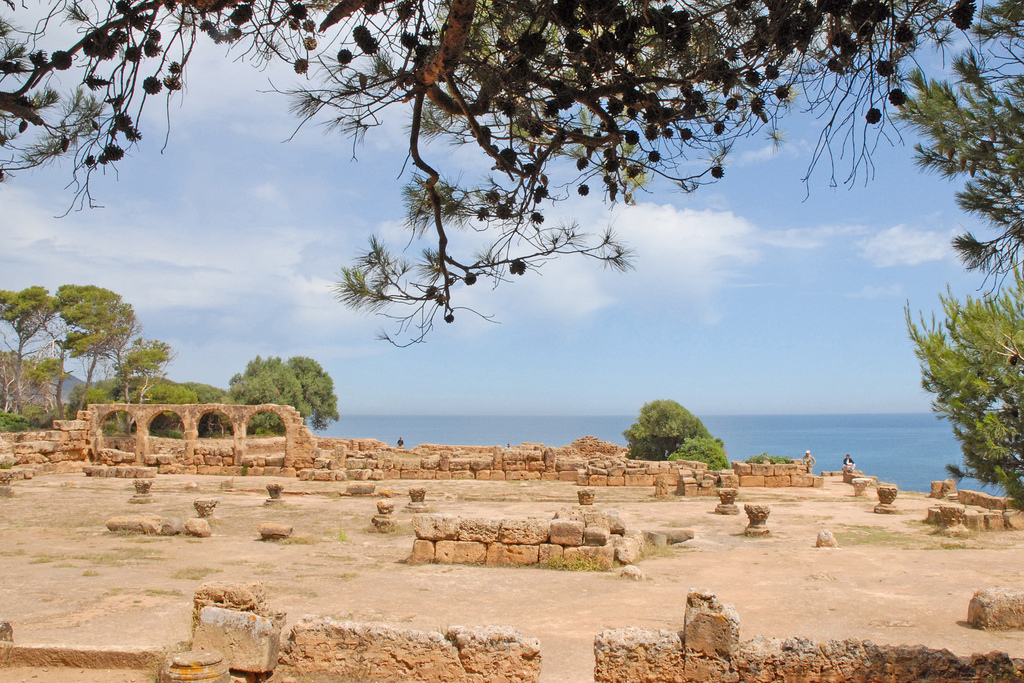
Руины большой базилики

Епархия Типасы Мавретанской (лат. Dioecesis Tipasitana in Mauretania) — античная христианская епархия, сегодня титулярная епархия Римско-Католической церкви.

## История
Античный римский город Типаса Мавретанская находился в римской провинции Мавретания Цезарейская. Типаса Мавретанская сегодня идентифицируется с раскопками, находящимися недалеко от современного города Типаса в Алжире. Город Типаса Мавретанская являлся в первые века христианства местом одноимённой епархии.
Христианская община в Типасе Мавретанской появилась в начале III века, о чём свидетельствует надпись на одном из артефактов руин античного города, датируемая 238 годом. В начале IV века в Типасе Мавретанской жил святой Сальса, принявший мученическую смерть во время гонений при императоре Диоклетиане.
Археологические раскопки выявили три христианских храма в Типасе Мавретанской: базилика святой мученицы девы Сальсы, церковь святого Александра и так называемой большой базилики. Базилика Сальсы была возведена в честь святой мученицы девы Сальсы. Церковь святого Александра была построена в конце IV века; в этом храме были обнаружены девять захоронений. Французский археолог Луи Дюшен на основе посмертной эпитафии одного из захоронений считает, что эта церковь была посвящена епископу святому Александру. Большая базилика состояла из девяти входов; в ней находился баптистерий, поэтому на основе этих данных эта церковь считается собором епархии Типасы Мавретанской.
После нашествия мусульман епархия Тпасы Мавтеранской прекратила своё существование.
C 1745 года епархия Типасы Мавретанской является титулярной епархией Римско-Католической церкви.

## Епископы
- епископ святой Александр (конец IV века);
- епископ Потенций (упоминается в 446 году);
- епископ Репарат (упоминается в 484 году).

## Титулярные епископы
- епископ святой епископ Франциск Серрано Фриас (22.09.1745 — 28.10.1748) — назначен епископом Фучжоу;
- епископ Jerônimo de São José (15.05.1752 — 2.02.1773);
- епископ José Joaquim Justiniano Mascarenhas Castello Branco (20.12.1773 — 20.12.1773) — назначен архиепископом Сан-Себастьян-до-Рио-де-Жанейро;
- епископ Joaquim da Souza Saraiva (20.08.1804 — 6.07.1808) — назначен епископом Пекина;
- епископ Джузеппе Анджело ди Фацио O.F.M.Cap[1] (26.04.1836 — 13.12.1838);
- епископ Джузеппе Мария Брави O.S.B.Silv.[1] (3.08.1849 — 15.08.1860);
- епископ Aloys Elloy, S.M.[1] (11.08.1863 — 22.11.1878);
- епископ Ференц Лихтенштайгер (13.05.1881 — 26.01.1895);
- епископ Armand Olier, S.M. (22.12.1903 — 17.09.1911);
- епископ Henri Léonard, M.Afr.[1] (26.06.1912 — 15.05.1953);
- епископ Бернарден Гантен (11.12.1956 — 5.01.1960) — назначен архиепископом Котону;
- епископ Франсиско Ксавьер да Пьедаде Ребелло (15.11.1963 — 7.07.1975);
- епископ Etienne Nguyên Nhu Thê (7.09.1975 — 1.03.1998) — назначен архиепископом Хюэ;
- епископ Тимоти Джозеф Кэролл S.M.A.[1] (30.04.2002 — по настоящее время).

## Источник
- Статья «Thipasa» в Catholic Encyclopedia  (англ.)
- Duval Noël, L'évêque et la cathédrale en Afrique du Nord, Actes du XIe congrès international d’archéologie chrétienne, École Française de Rome, 1989, стр. 351—353, 392  (фр.)
- J. Mesnage, L’Afrique chrétienne, Paris 1912, стр. 471—473  (фр.)
- Konrad Eubel, Hierarchia Catholica Medii Aevi, vol. 6, стр. 408; vol. 7, p. 371; vol. 8, p. 555  (лат.)
- Pius Bonifacius Gams, Series episcoporum Ecclesiae Catholicae, Leipzig 1931, стр. 469  (лат.)